# مورين دالي
مورين دالي (بالإنجليزية: Maureen Daly)‏ (15 مارس 1921 في المملكة المتحدة - 25 سبتمبر 2006، بالم ديسيرت في الولايات المتحدة)؛ صحفية وروائية أمريكية.